# Machghara
Machghara är en ort i Libanon.   Den ligger i guvernementet Mohafazat Béqaa, i den södra delen av landet, 40 kilometer söder om huvudstaden Beirut. Machghara ligger 1 020 meter över havet och antalet invånare är 6 800.
Terrängen runt Machghara är kuperad åt sydost, men åt nordväst är den bergig. Närmaste större samhälle är Jezzîne, 6,5 kilometer väster om Machghara. 
Trakten runt Machghara består till största delen av jordbruksmark. Runt Machghara är det ganska tätbefolkat, med 72 invånare per kvadratkilometer.